# 신안 흑산 진리 무심사지 삼층석탑과 석등
신안 흑산 진리 무심사지 삼층석탑과 석등(新安 黑山 鎭里 三層石塔과 石燈)은 대한민국 전라남도 신안군 흑산면 진리에 있는 삼층석탑과 석등이다. 1994년 1월 31일 전라남도의 문화재자료 제193호로 지정되었다.

## 개요
읍동마을 당산나무 밑에 놓여 있는 석탑과 석등으로, 주위에는 밭이 펼쳐 있고 뒤로는 상라산이 병풍처럼 배경을 이루고 있다. 절터의 흔적은 찾아볼 수 없으나 주위에서 토기나 기와조각들이 발견되고 있어, 지금도 불교신도들이 이곳에 찾아와 불공을 드리고 있다.
석탑은 땅 위로 기단(基壇)의 맨 윗돌만 드러나 그 아래는 모두 묻혀 있으며, 위로는 3층의 탑신(塔身)이 쌓여 있다. 탑신의 세 몸돌은 모두 위아래와 서로 틀이 딱 맞지 않아 원래의 것이 아니었을 것으로 보이는데, 네 모서리마다 기둥 모양의 조각이 보인다. 지붕돌은 밑면에 3단씩의 받침을 두었으며, 처마는 네 귀통이에게 위로 살짝 들려있다. 꼭대기에는 머리장식을 받치던 받침돌만 남아있다.
탑 옆에 놓여 있는 석등은 3단을 이루는 받침돌 위로, 지붕돌과 머리장식을 얹었는데, 불을 밝혀두던 화사석(火舍石)이 없어져 버린 상태이다. 각 부분이 8각을 이루는 받침돌은 아래·위에 서로 대칭되는 연꽃무늬를 새기고, 길쭉한 기둥을 두어 아래·윗받침돌을 받치도록 하였다. 지붕돌 역시 8각이나, 각이 뚜렷치 않아 윗면의 여덟 모서리가 거의 나타나지 않았다. 꼭대기에는 꽃봉오리 모양의 둥근 돌이 놓여 머리장식을 하고 있다.
석탑도 거의 본모습을 잃고 있고, 석등 역시 화사석이 없는 상태이나, 육지에서 멀리 떨어진 외로운 섬에까지 불교가 전파되었음을 보여주고 있어, 고려시대 당시 섬사람들의 신앙생활의 한 모습을 엿볼 수 있는 좋은 자료가 되고 있다. 특히 석등은 비록 일부이긴 하나 각부분들이 온전히 남아있어 당시에 유행하던 양식을 살필 수 있는 충분한 자료적 가치를 지닌다.

## 참고 문헌
- 신안흑산진리무심사지삼층석탑과석등 - 국가유산청 국가유산포털